# Estadio Ramón Sánchez Pizjuán
Estadio Ramón Sánchez Pizjuán este un stadion de fotbal din Sevilla, Spania.Este stadionul unde a avut loc finala Cupei Campionilor Europeni din 1986 dintre Steaua București și FC Barcelona, dar și locul unde s-a jucat semifinala Campionatului Mondial de Fotbal din 1982 dintre Franța și Germania.
Pe acest stadion Spania nu a pierdut nici un meci internațional.
Stadionul este poreclit "La Bombonera" (mai bine fiind cunoscut sub această denumire Estadio Alberto J. Armando stadionul celor de la Boca Juniors) sau "La Bombonera de Nervión" deoarece acesta se află în cartierul Nervión.